# Servatius Maeßen
Servatius Maeßen (* 27. Dezember 1944 in Billerbeck) ist ein deutscher Generalmajor außer Dienst der Luftwaffe der Bundeswehr.

## Leben
Maeßen trat nach dem Besuch eines humanistischen Gymnasiums am 2. Februar 1964 in die Bundeswehr als Grundwehrdienstleistender ein. Von 1966 bis 1967 durchlief er die Offizierausbildung und danach die Ausbildung zum Flugabwehrraketenoffizier HAWK. Von 1968 bis 1972 war er Einsatzoffizier im Flugabwehrraketenbataillon 31 in Westertimke und von 1972 bis 1974 Hörsaalleiter an der Offizierschule der Luftwaffe in Neubiberg. Anschließend war er Einsatzoffizier bei der 3. Batterie des Flugabwehrraketenbataillons 34 in Scheyern.
Von 1977 bis 1979 absolvierte er den 22. Generalstabslehrgang Luftwaffe an der Führungsakademie der Bundeswehr in Hamburg, wo er zum Offizier im Generalstabsdienst ausgebildet wurde. Es folgten eine Verwendungen als Batteriechef der 2. Batterie des Flugabwehrraketenbataillons 39 in Eckernförde, ab 1981 als Dezernatsleiter im Kommando 4. Luftwaffendivision in Aurich, ab 1984 als Referent im Führungsstab der Luftwaffe III 1 im Bundesministerium der Verteidigung auf der Hardthöhe in Bonn und ab 1985 als Branch Chief Air Defence im Hauptquartier Allied Forces Northern Europe (AFNORTH) der NATO in Kolsås in Norwegen. 1989 wurde er stellvertretender Kommandeur und später Kommandeur des Flugabwehrraketenkommandos 6 in Lenggries, wo er im April 1990 zum Oberst befördert wurde. Ab dem 3. Oktober 1990 leistete er Dienst in der von der Nationalen Volksarmee der DDR übernommenen 41. Fla-Raketenbrigade in Bernau bei Berlin, Ortsteil Ladeburg. Von 1992 bis 1995 war er Referatsleiter Führungsstab der Luftwaffe VI 1 im Bundesministerium der Verteidigung.
Ab Oktober 1995 war Maeßen Unterabteilungsleiter IV in der Abteilung Personal im Bundesministerium der Verteidigung und wurde im Oktober 1997 Divisionskommandeur der 2. Luftwaffendivision in Birkenfeld. Anschließend war er stellvertretender Kommandierender General des Luftwaffenführungskommandos in Köln und ab Oktober 2001 Amtschef des Luftwaffenamtes in Köln. Auf diesen Dienstposten wurde er mit Ablauf des September 2003 in den Ruhestand versetzt.
Maeßen ist verheiratet, römisch-katholisch und hat drei Töchter.